# 富豪層
富豪層（ふごうそう）とは、日本の歴史学界において律令制末期にあたる平安時代初期の農村において在地の有力者を指す概念をいう。史料で富豪之輩と呼ばれた。私営田（佃）や私出挙、商業活動などを運営していく過程で律令制的な土地支配を解体に導いたとされる。
当時の六国史や太政官符などに登場する富豪之輩と呼ばれる人たちを概念化したものであるが、地方に下向・土着した中下級貴族やその末裔、郡司・田刀・浮浪など様々な身分に属する中間的な階層より構成されていたと考えられている。私的な経済活動によって資産を増加させるとともにそれによって生じた債務・雇用関係を通じて班田農民を次第に支配下において下人・所従などの形で再編し、時には律令政府や国衙に反抗し、在地領主としての地位を確立していったとされる。
石母田正は「在地領主論」を唱え、直接生産者である班田農民は奴隷から農奴に、支配者である郡司などの豪族層が私営田領主に変質していくことで律令制的な土地支配が解体されたと考えた。
1960年代に戸田芳実がそれを批判し、小規模経営様式の解体によって誕生した一部の班田農民の上昇による富裕層が形成され、やがて私営田領主などに転換されていくことを指摘した。以後の古代の律令制土地支配解体の過程と中世の土地制度成立の過程の研究を巡って議論が行われることになり、戸田の説が注目されることになる。ただし、戸田の説も全面的に支持を受けているものでもなく、戸田や石母田の研究を取り入れながら研究が進められることになった。